# Telluride
Telluride è un centro abitato (town) degli Stati Uniti d'America, capoluogo di contea della contea di San Miguel dello Stato del Colorado.

## Geografia
Secondo i rilevamenti dello United States Census Bureau (Ufficio statistico degli Stati Uniti), Telluride si estende su una superficie di 1,8 km². Nel censimento del 2010 la popolazione era di 2.325 abitanti.

## Curiosità
Al ranch Schmid, sito a dieci miglia da Telluride, sono state realizzate molte delle riprese del film The Hateful Eight.
Nel mese di agosto di ogni anno, si svolge il Telluride Mushroom Festival, il più antico festival americano sui funghi.